# Tegal Waru
Tegal Waru is een bestuurslaag in het regentschap Bogor van de provincie West-Java, Indonesië. Tegal Waru telt 12.584 inwoners (volkstelling 2010).